# Paul Kossoff
Paul Kossoff (geboren als Paul Francis Kossoff, 14 september 1950 - 19 maart 1976) was een Engelse gitarist. Hij was mede-oprichter van de band Free in 1968. Al tijdens zijn periode bij Free ontwikkelde Kossoff een drugsverslaving. Nadat Free definitief uit elkaar ging, maakte Kossoff een soloalbum en richtte hij de band Back Street Crawler op. Op 19 maart 1976 overleed Kossoff op 25-jarige leeftijd aan hartfalen in een toilet in een vliegtuig tijdens een vlucht van Los Angeles naar New York.

## Free (1968-1971)

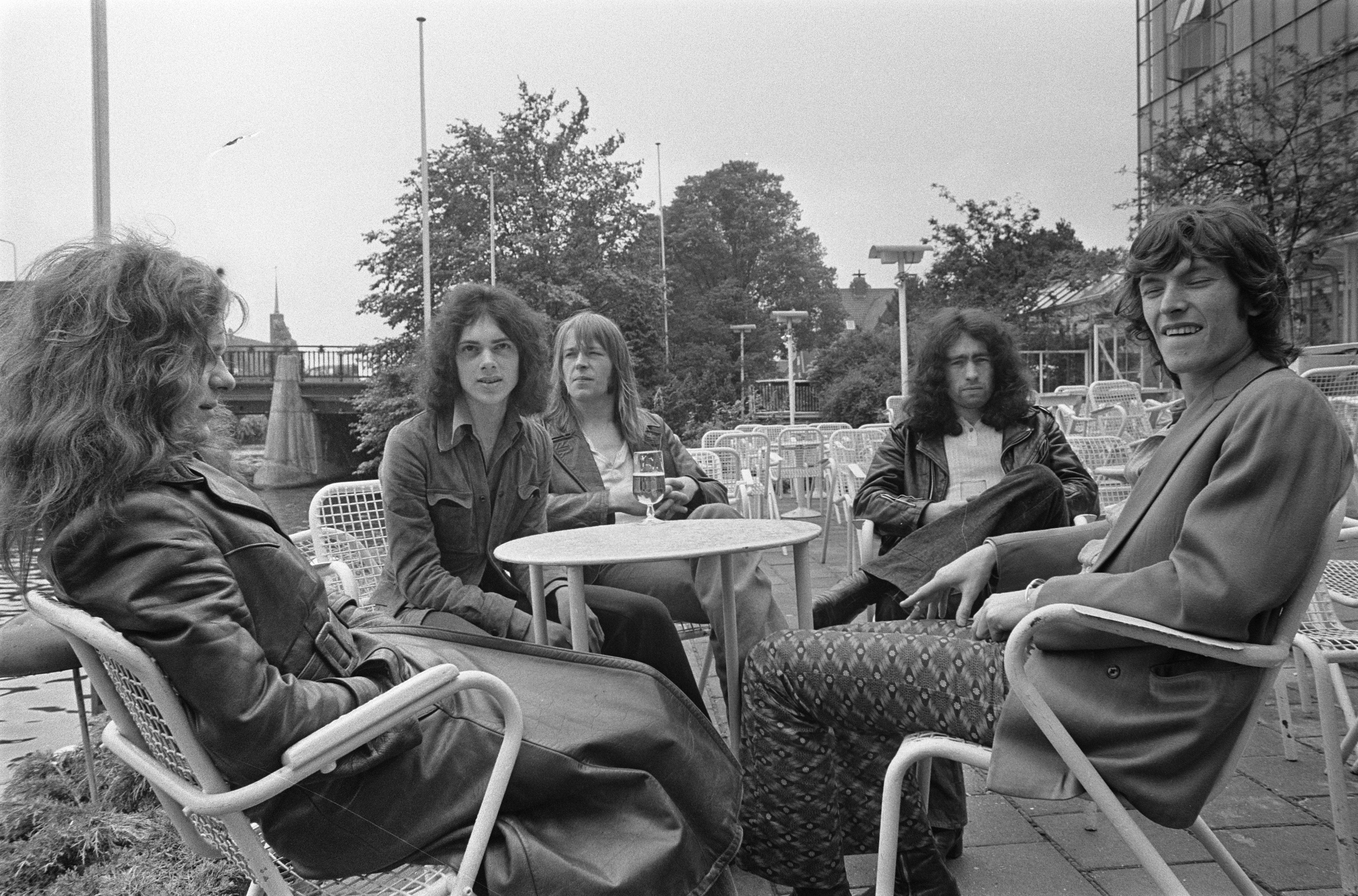
V.l.n.r. Paul Kossoff, Andy Fraser, Simon Kirke, Paul Rodgers & Steve Winwood

In 1968 richtten vier jonge muzikanten een bandje op genaamd Free. Gitarist Paul Kossoff en drummer Simon Kirke zaten samen in een bandje Black Cat Bones. Zij kwamen zanger Paul Rodgers van de band Brown Sugar tegen en toen bassist Andy Fraser erbij kwam, die speelde bij John Mayall, was Free compleet. De leeftijd van de jonge muzikanten varieerde van 16 tot 19 jaar, terwijl Kossoff slechts 18 jaar was. Desondanks brachten ze hun eerste bluesy-rock album Tons of Sobs uit in 1969. Hetzelfde jaar kwam het album Free uit en een jaar later in 1970 werd het legendarische album Fire and Water uitgebracht met hun grote hit Allright Now. Het vierde studioalbum kwam nog hetzelfde jaar uit en heette Highway. De band was op dat moment zo overtuigd van hun eigen kwaliteit dat de naam van de band niet eens werd vermeld op de hoes. Simpelweg de afbeelding van hun gezichten voldeed.

## Kossoff, Kirke, Tetsu and Rabbit (1971-1972)
In 1971 ging Free voor de eerste keer uiteen. Kossoff richtte samen met drummer Simon Kirke een bandje op met bassist Tetsu Yamauchi en toetsenist John Bundrick, bijgenaamd Rabbit. Ze noemden de band naar zichzelf: Kossoff, Kirke, Tetsu and Rabbit. Hun eerste en enige album kwam uit in 1972 en heette: Kossoff, Kirke, Tetsu and Rabbit.

## Free (1972-1973)
In 1972 kwam Free toch weer bij elkaar, mede omdat de andere bandleden zagen dat het niet goed ging met Kossoff. Samen namen ze een 5e studioalbum op, Free at last. Het bleek het laatste album te zijn in de originele samenstelling. Andy Fraser, bassist, verliet de band en tijdens het opnemen van hun 6e en laatste studioalbum, Heartbreaker, bleek dat Kossoff niet meer alle nummers mee deed.

## Solo en Back Street Crawler (1973-1976)
Na het definitief uiteenvallen van Free bracht Kossoff een solo-album uit Back Street Crawler. Vervolgens richtte hij een band op met dezelfde naam Back Street Crawler dat een lp uitbracht met als titel The Band Plays On (1975). Een tweede album Second Street (1976) werd een jaar later uitgebracht. Ondertussen was wel duidelijk dat Kossoff steeds meer verslaafd raakte aan drugs. Uiteindelijk leidde dit tot zijn vroegtijdige dood in maart 1976. Het album Second Street kwam na zijn dood uit en was 'Dedicated to Koss'.

## Discografie (albums)
Free
- Tons of Sobs (1969)
- Free (1969)
- Fire and Water (1970)
- Highway (1970)
- Free "Live" (1971)
- Free at last (1972)
- Heartbreaker (1973)

Kossoff, Kirke, Tetsu and Rabbit
- Kossoff, Kirke, Tetsu and Rabbit (1972)

Soloalbums
- Back Street Crawler (1973)
- Koss (1977) (postuum)
- Blue soul (1986) (postuum)

Back Street Crawler
- The band plays on (1975)
- 2nd Street (1976)
- Live at Croydon Fairfield Halls (15-6-1975) (1983)

- Bibsys: 7053901
- Biblioteca Nacional de España: XX989397
- Bibliothèque nationale de France: cb13800906h (data)
- Gemeinsame Normdatei: 134942477
- International Standard Name Identifier: 0000 0000 5959 0018
- Library of Congress Control Number: n93095994
- Nationale Bibliotheek van Letland: 000045109
- MusicBrainz: 9d69fcb9-b891-47b3-933b-342fd27bf4c3
- Nationale Bibliotheek van Tsjechië: xx0189226
- Nationale en Universitaire bibliotheek Zagreb: 000066992
- Nederlandse Thesaurus van Auteursnamen: 098857894
- Réseau des bibliothèques de Suisse occidentale: 02-A006362716
- Système universitaire de documentation: 158361458
- Virtual International Authority File: 48444584
- WorldCat: E39PBJjxqXfV3cJTkwP9kyTGpP